# میخایل کوکوشکین
میخایل کوکوشکین (روسی: Михаил Александрович Кукушкин؛ زادهٔ ۲۶ دسامبر ۱۹۸۷) یک تنیس‌باز اهل روسیه است.